# Mestna hiša
V lokalni samoupravi je mestna hiša (v Veliki Britaniji in Avstraliji guildhall, city hall, town hall) v nemško govorečih deželah Rathaus, poslovenjeno rotovž v pomenu mestna hiša, magistrat, francosko hôtel de ville, maison communale) ali (redkeje) občinska stavba, glavna upravna stavba mesta ali druge lokalne skupnosti. Po navadi je mestna hiša sedež mestnega sveta in z njim povezanih oddelkov in njihovih zaposlenih. Prav tako je običajno sedež župana mesta, kraja, trga ali občine.
Do sredine 19. stoletja je bil en sam velik odprt prostor (ali dvorana) sestavni del stavbe mestnega sveta. Dvorana se je lahko uporabljala za seje sveta in druge pomembne dogodke. Velika dvorana, v nadaljevanju mestna hiša, je postala sinonim za celotno stavbo in upravni organ v njej. Lokalno se uporablja izraz 'občinska stavba', če v hiši ni tako velike dvorane.
V mnogih primerih se mestna hiša uporablja ne le za javne funkcije, ampak tudi skladno z možnostmi za različne državljanske in kulturne dejavnosti. To so lahko umetniške predstave, razstave in festivali. Sodobne mestne hiše so pogosto oblikovane tako, da se lahko prilagodijo tem dejavnostim.
Kot simbol lokalne uprave imajo mestne hiše značilno arhitekturo, stavbe pa so tudi zgodovinsko zelo pomembne (na primer Cehovska hiša, London). Stavba mestne dvorane je lahko tudi kulturna ikona, simbol mesta.

## Zgodovina
Velike dvorane, imenovane bazilike, so poznali že v antičnem Rimu kot sodišče, kraj zborovanj in za trgovino.
V zgodnjem srednjem veku je bila dvorana en sam velik odprt prostor, ki je bila glavna in včasih edina soba v domu fevdalnega gospoda. V njej je gospodar živel s svojo družino in spremstvom, jedel, spal in upravljal svojo posest in sodil. Dejavnosti v dvorani so igrale pomembno vlogo pri delovanju fevdalnega dvorca, upravne enote družbe. Kot graščinsko stanovanje so se razvile v dvorce, gradove in palače, dvorana ali velika dvorana, kot je bila pogosto imenovana, pa je ostala bistvena enota v arhitekturnem kompleksu.
V poznem srednjem veku in začetku novega obdobja so mnoga evropska trgovska mesta zgradila tržne dvorane s pokritim odprtim prostorom, ki je bil tržnica na nivoju ulice, in enega ali več prostorov, ki so se uporabljali za javne in civilne namene, v zgornjem nadstropju ali pritličju. Take stavbe so pogosto predhodnice mestnih hiš.
Sodobna zasnova mestne hiše se je razvila z vzponom lokalne in regionalne oblasti. Mestna uprava, skupina izvoljenih ali izbranih predstavnikov, ki je namesto gospodarja ali knežjega vladarja upravljala mesto, je potrebovala prostor za srečevanje. Kölnska mestna hiša iz leta 1135 je odličen primer občinske samostojnosti srednjeveškega mesta. Palazzo Pubblico v Republiki Sieni in Palazzo Vecchio v Republiki Firence sta mestni hiši od leta 1297 oziroma 1299. V vsakem primeru je imela velika, utrjena stavba veliko sejno dvorano in številne druge prostore. Omenjeni stavbi imata zelo visoke stolpe s staro uro, po kateri so lahko ljudje v mestu uravnavali svoje življenje. Imata prostore za shranjevanje dokumentov in pristojnosti, ki se nanašajo na mestno upravo. Prostori, kot so dvorana, stolp in ura, pa tudi sobe za administracijo in arhiviranje, so postali standardne značilnosti mestnih hiš po vsej Evropi. Bruseljska mestna hiša iz 15. stoletja je s svojim 96 metrov visokim stolpom med najlepšimi iz srednjeveškega obdobja in je bila zgled za mestne hiše iz 19. stoletja, na primer Dunajska mestna hiša (Rathuas) na Dunaju.
V mestnih hišah 19. stoletja je bila pogosto čitalnica, ki je ljudem zagotavljala brezplačno izobraževanje. Sčasoma je postalo običajno, da je mesto ali mestni svet vzpostavil in vzdrževal knjižnico kot del svoje službe za skupnost. Veliki senat ali sejna soba, "mestna hiša" sama po sebi, je postala prostor za sprejeme, bankete, plese in javno zabavo. Mestne hiše, še posebej v 19. stoletju, so imele pogosto velike orgle.
V mestnih hišah 20. stoletja so se javni prostori uporabljali za glasovanje, preglede, cepljenje, bili so zatočišča ob nesrečah, v njih so evidentirali vojne žrtve, pa tudi za običajnejše javne naloge, proslave in prireditve. Lokalni sveti imajo za opravljanje upravnih nalog sodobnejše pisarne. Kadar so novi prostori zasnovani in izdelani namensko kot hiša za lokalno upravo, so zasnova, vloga upravnih svetov in uradi mestne hiše ločeni.

## Galerija
- Newyorška mestna hiša (New York City Hall), najstarejša nepretrgano delujoča mestna hiša v ZDA, končana 1812[3]
- Mestna hiša v Wrocławu iz 13. stoletja, Poljska
- Mestna hiša George Town, Penang, Malezija
- Hamburška mestna hiša v Nemčiji, dokončana 1897
- Mestna hiša Recife, Brazilija

- Stockholmska mestna hiša
- Arhitekturno znana mestna hiša v Torontu
- Dunajska mestna hiša
- Hamburška mestna hiša, dokončana 1897
- Mestna hiša v Trstu